# ویکی‌پدیای نروژی (بوکمول)
ویکی‌پدیای نروژی (بوکمُل/ بوکمول) نسخهٔ نروژی وب‌گاه ویکی‌پدیا است و در ۲۶ نوامبر ۲۰۰۱ ایجاد شده‌است (البته زبان نروژی دو گونه است: بوکمال (no) و نینورسک (نونوشک) (nn)، و ویکی‌پدیا برای هرکدام یک نسخهٔ خاص دارد.)
در تاریخ ۲۳ مهٔ ۲۰۱۱ این دانش‌نامه با بیش از ۳۰۲٬۰۰۰ مقاله در رتبهٔ چهاردهم ویکی‌پدیاها قرار داشت. در 28 ژوئیه 2017، با 472,662 مقاله، در ردهٔ بیستم قرار داشت.
ویکی‌پدیای نروژی بوکمل، هم‌اکنون ۲۴ مارس ۲۰۲۵ میلادی، تعداد ۶۴۳٬۷۴۶ کاربرِ ثبت‌نام‌کرده، ۳۸ مدیر، و ۶۴۴٬۲۵۰ مقاله دارد.